# Майда, Рейн
Майкл Энтони Майда (англ. Michael Anthony Maida; род. 18 февраля, 1970) — канадский музыкант, более известен как вокалист и гитарист альтернативной рок группы Our Lady Peace. Известен своим непредсказуемым и уникальным вокалом. Выпустил 6 сольных альбомов и 9 альбомов в составе Our Lady Peace. С 1999 года женат на канадской певице Шанталь Кревязюк (Chantal Kreviazuk).

## Ранняя Жизнь
Рэйн родился в Уэстоне в 1970. До начала музыкальной карьеры Майк изучал криминалистику. В конце 1991 года сменил свое родное имя Майкл, на Рэйн. Сделано это было, чтоб избежать путаницы с Майком Тёрнером(Бывшим гитаристом Our Lady Peace)

## Личная жизнь
Рэйн встретил Манталь Кревьязюк на концерте Pearl Jam в 1996 году. В 1999 году они поженились. Роуэн Майкл (родился в январе 2004 года), Луче Джон (родился в июне 2005 года), а Сальвадор «Сэл» Даниил (родился в июне 2008 года)

## Дискография

### Соло
- 2006: Love Hope Hero
- 2007: The Hunters Lullaby
- 2010: Bury Me with a Gun (Single)
- 2012: Pachamama EP I
- 2012: Pachamama EP II
- 2013: We All Get Lighter

### Our Lady Peace
- Naveed (1994)
- Clumsy (1997)
- Happiness... Is Not a Fish That You Can Catch (1999)
- Spiritual Machines (2000)
- Gravity (2002)
- Healthy in Paranoid Times (2005)
- Burn Burn (2009)
- Curve (2012)
- Somethingness (2017)